# Nilson César
Nilson Cesar Piccini Favara (Sorocaba, 10 de novembro de 1961) é um locutor esportivo brasileiro. 
Atualmente, é titular da equipe da Rádio Jovem Pan de São Paulo, onde narrou 8 Copas do Mundo e mais de 200 GP's de Fórmula 1.
Um dos seus três filhos seguiu seus passos. Fausto Favara foi narrador titular da Equipe 1040 da Rádio Capital, de São Paulo, e atualmente também trabalha na Jovem Pan, onde é narrador e apresentador da casa. 

## Carreira
Nilson Cesar teve o início de sua carreira como locutor esportivo em Sorocaba, sua cidade natal. 
Em 1982, chegou à Rádio Jovem Pan. Na oportunidade, era apenas o quarto locutor da equipe (à sua frente estavam José Silvério, Edemar Annuseck e José Carlos Guedes). Também foi, por 14 anos (1986-2000), o locutor responsável pelas transmissões da Fórmula 1, transmitindo in loco a maioria das corridas. Transmitiu todos os títulos de Ayrton Senna e também de Nelson Piquet. 
Desde do ano 2000, Nilson Cesar é o locutor titular da Jovem Pan. Um dos principais nomes da história da locução esportiva no Brasil. Nilson Cesar é o locutor de maior tempo da história da Jovem Pan, hoje com 40 anos de casa. Narra os principais jogos e eventos. 

### Bordões[6]
- Diga lá, diga lá Flávio/Wanderley/Claudio/Lian/Pedro Marques/Chacon/Guilherme, entre outros (dito ao chamar um repórter, um comentarista, um narrador ou o plantão)
- E agora (goleiro que sofreu o gol,)! (acompanhado pelo jingle Vai Buscar!) (após o relato do gol)
- Eu estou e-mo-cio-naaa-dooo (quando acontece um gol muito importante, geralmente dito em grandes finais envolvendo os times paulistas)
- Pro/pra Palmeiras/Corinthians/São Paulo/Santos/Portuguesa/Clube Atlético Juventus/Nacional-SP/Brasil, pro (nome do jogador que marcou o gol) e pra mais ninguém! (após o relato do gol e antes de chamar o repórter para complementar o mesmo)
- Pra (nome do piloto) e pra mais ninguém (bordão utilizado na época da Fórmula 1)
- Campeonato Paulista/Campeonato Brasileiro/Copa Sul-Americana/Copa Libertadores da América/Copa do Mundo/Mundial de Clubes é na Pan. (usado quando chama um anunciante)
- Meu amigo, você quer que eu confirme o tempo de jogo? (ao chamar o giro de tempo) Opa, vamos nessa!! A Pan informa pra você!!! (complemento ao mesmo)
- Chamouuu, falouuuu... (quando alguém interrompe a transmissão para dar informação)
- Falouuuu, Tá Faladoooo... (após a informação do repórter ou comentarista...)
- Alô, São Paulo (Alô, Brasil)! (ao iniciar as transmissões)

### Prêmios e Indicações
| Ano  | Prêmio                                                                     | Categoria         | Resultado | Ref.   |
| ---- | -------------------------------------------------------------------------- | ----------------- | --------- | ------ |
| 2011 | Troféu ACEESP (Associação dos Cronistas Esportivos do Estado de São Paulo) | Narrador de Rádio | Indicado  | [ 7 ]  |
| 2012 | Troféu ACEESP (Associação dos Cronistas Esportivos do Estado de São Paulo) | Narrador de Rádio | Indicado  | [ 8 ]  |
| 2013 | Troféu ACEESP (Associação dos Cronistas Esportivos do Estado de São Paulo) | Narrador de Rádio | Indicado  | [ 9 ]  |
| 2014 | Troféu ACEESP (Associação dos Cronistas Esportivos do Estado de São Paulo) | Narrador de Rádio | Indicado  | [ 10 ] |